# Haven (Kristin-Berardi-Album)
Haven ist ein Jazzalbum des australischen Trios Berardi/Foran/Karlen, bestehend aus Kristin Berardi, Sean Foran und Rafael Karlen, mit dem Gastmusiker Pascal Schumacher. Die am 3. und 5. Juni 2017 im QLD Multicultural Centre, Brisbane, entstandenen Aufnahmen erschienen am 20. November 2020 auf dem Label Earshift Music.

## Hintergrund
Das Ensemble Berardi Foran Karlen mit der Sängerin Kristin Berardi, dem Pianisten Sean Foran und dem Saxophonisten Rafael Karlen wurde in Brisbane gegründet und legte 2015 eine preisgekrönte Debütveröffentlichung vor, Hope in My Pocket. Ihr Debütalbum wurde 2016 mit dem QLD Music Award für Jazz und bei den Art Music Awards mit dem APRA/AMC State Award für herausragende Leistungen im Jazz ausgezeichnet.  Beim zweiten Album Haven ist der Luxemburger Musiker Pascal Schumacher Gastmusiker am Vibraphon. 2017 lud die Gruppe Pascal Schumacher ein, Australien zu bereisen und auf den Jazzfestivals in Brisbane und Melbourne aufzutreten. Während dessen Aufenthalts in dem Land verbrachte die Gruppe zwei Tage im Studio, um eine neue Musiksuite aufzunehmen, die speziell für Schumacher komponiert wurde. Das Ergebnis ist das Album Haven.

## Titelliste

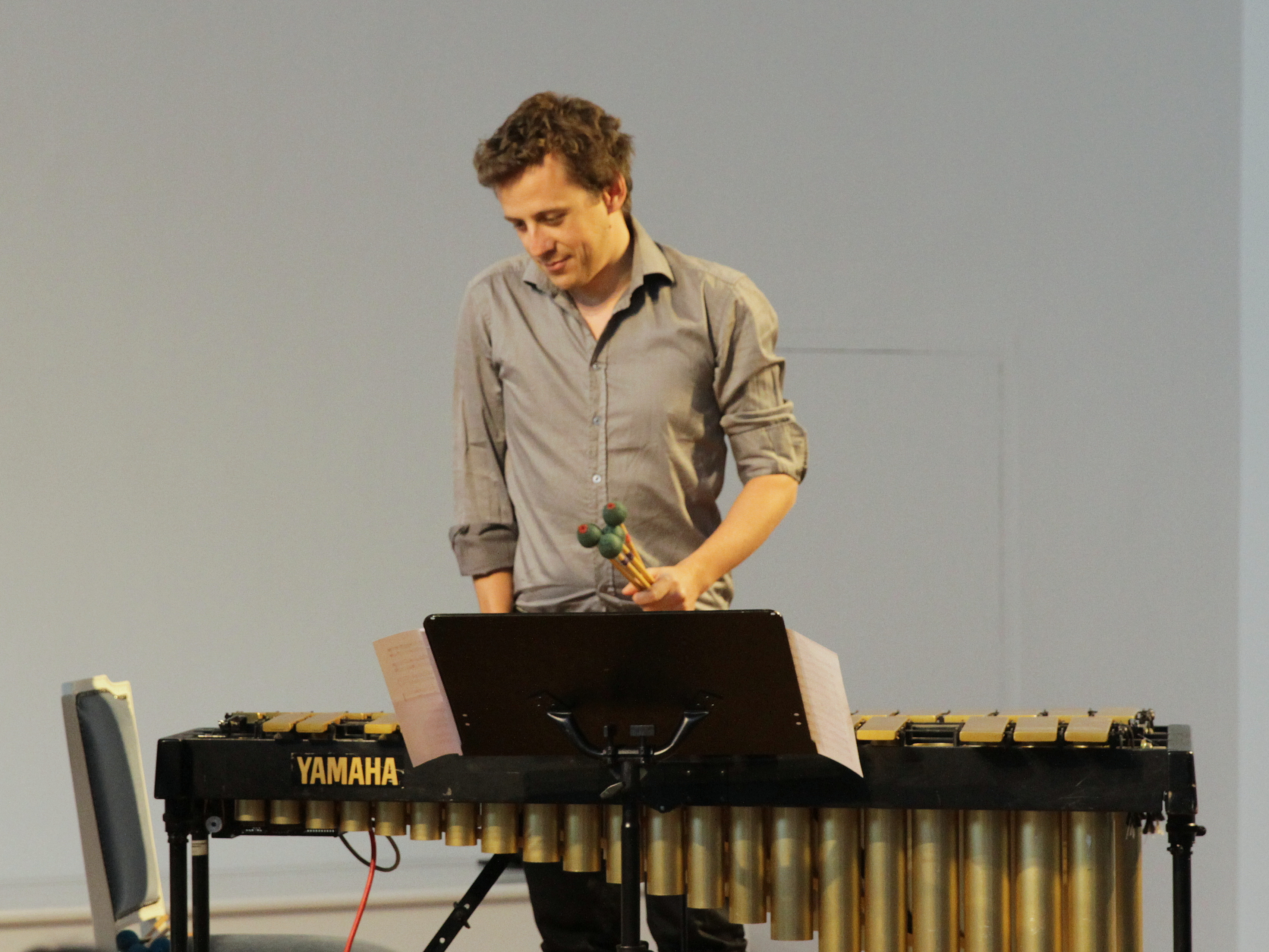
Pascal Schumacher.auf dem Festival Tonspuren in Irsee 2014

- Kristin Berardi, Sean Foran, Rafael Karlen – Haven (Earshift Music EAR029)[2]

1. No Shepherds Live Here (Kristin Berardi) 8:47
2. Ripple (Rafael Karlen)  5:36
3. Foran Policy (Sean Foran) 4:18
4. Orbit (Sean Foran) 7:43
5. Revolving Doors (Kristin Berardi) 5:56
6. Bushfire Break (Rafael Karlen) 7:36
7. Rambling  (Rafael Karlen) 7:22
8. Handwritten  (Rafael Karlen) 3:04
9. Chuhily (Kristin Berardi) 3:07
10. Bushfire Two (Kristin Berardi, Rafael Karlen, Sean Foran) 2:47
11. Begin Again (Kristin Berardi) 5:39

## Rezeption
Adrian Pallant schrieb in London Jazz News, die Musik auf Haven sei eine Reihe von ausgesprochen ruhigen Klanglandschaften, aber das bedeute nicht, dass diesen eindringlichen, sturmgeschützten Pfaden weder Schönheit noch Leben fehlten. Ihre sehnsüchtigen, schattigen Stimmungen würden gelegentlich an die Quercus-Welt von June Tabor, Huw Warren und Iain Ballamy erinnern, so der Autor. Ganz anders seien jedoch Kristin Berardis bluesige, meist wortlose Vokalisationen, die als viertes Instrument sorgfältig und untrennbar mit Klavier, Saxophon und Vibraphon verbunden würden. Auch könne manchmal der Wunsch entstehen, dass diese Musik rhythmisch oder emotional auf einer anderen Ebene ausbricht, biete die Musikalität des Albums möglicherweise einen sicheren Ankerplatz, um unsere Gedanken zu beruhigen.
Nach Ansicht von Dave Sumner (Bandcamp Daily) sei dieses Album wie „ein Tag, an dem man auf einer Wiese liegt und die Wolken vorbeiziehen sieht.“ Das Trio verleihe jeder dieser Wolken mit ihren Melodien eine eigene, schöne Form. Manchmal schneiden sie schnell über den Horizont; andere Male schweben sie grau über ihnen und versprechen, dass jeder Regen, der fällt, sanft sein wird. Und wie Wolken kreuzen sich die einzelnen Mitglieder des Trios, umhüllen sich gegenseitig und beanspruchen verschiedene Himmelsflecken für sich. Aber selbst wenn ihre melodischen Pfade unterschiedliche Kurse verfolgen, bleiben sie synchron. Pascal Schumachers Sound verschmelze direkt mit der Ästhetik des Trios. Haven erinnere daran, dass ein Schatz des Modern Jazz aus Australien entdeckt werden müsse.